# Johann Gottlieb Preller
Johann Gottlieb Preller (* 9. März 1727 in Oberroßla bei Apolda; † 21. März 1786 in Dortmund), auch Breller geschrieben, war ein deutscher Kantor, Komponist und Landvermesser.

## Leben
Über die musikalische Ausbildung Prellers ist nichts bekannt. Möglicherweise war er in Apolda Schüler von Johann Nicolaus Mempel, worauf die gemeinsame Verfasserschaft der Mempell-Preller-Handschrift hindeutet. Preller studierte ab 1750 an der Universität Jena. 1753 oder 1754 wurde er zum Kantor der Marienkirche in Dortmund berufen und begründete dort ein Collegium Musicum. 
Preller war ein Urgroßvater des romantischen Komponisten Daniel Friedrich Eduard Wilsing.
1958 wurde die Prellerstraße in Dortmund nach ihm benannt.

## Werke
Einzige überlieferte Komposition von ihm ist ein Laudate Dominum.